# Liste des anciens prix décernés par l'Académie française
Cette liste des anciens prix décernés par l'Académie française regroupe les prix de l'Académie française et qui ont cessé de l'être aujourd'hui (2020).

## Liste des anciens prix décernés par l'Académie française
(Sauf mention, les prix décernés sont annuels).

### Histoire
- Prix Albéric-Rocheron, créé en 1942, dernière attribution en 1988 ;
- Prix Antoine-Girard, décerné tous les six ans, créé en 1934, dernière attribution en 1984 ;
- Prix Broquette-Gonin (histoire), dans la thématique « d'inspirer l'amour du vrai, du beau et du bien », de 1950 à 1973 ;
- Prix Charles-Blanc, créé en 1898, dernière attribution en 1994 ;
- Prix d'histoire, décerné seulement en 1986 ;
- Prix d'histoire générale, décerné de 1992 à 1994 ;
- Prix d'histoire littéraire, décerné seulement en 1942 ;
- Prix du Baron-de-Courcel, novennal, créé en 1898, dernière attribution en 1988;
- Prix Eugène-Piccard, créé en 1977, dernière attribution en 1989 ;
- Prix Feydeau-de-Brou, de 1946 à 1988 ;
- Prix Général-Muteau, créé en 1938, dernière attribution en 1989 ;
- Prix Georges-Goyau, prix biennal dans la section « histoire locale », de 1945 à 1994 ;
- Prix Hercule-Catenacci, créé en 1934, dernière attribution en 1989 ;
- Prix Jean-Walter, dernière attribution en 1976 ;
- Prix Marie-Eugène-Simon-Henri-Martin, créé en 1944, dernière attribution en 1989. Il est inclus dans le prix Thiers à partir de 1994[2] ;
- Prix Pierre-Gentil, biennal, créé en 1955, dernière attribution en 1971 ;
- Prix René-Petiet, dans la section « un écrivain d'histoire provinciale de l'ouest (Angoumois, Poitou, Aunis, Saintonge, Bretagne) », de 1950 à 1989 ;
- Prix Spécial du bicentenaire du concours de 1786
- Prix Thérouanne, de 1869 à 1989. Il est inclus dans le prix Thiers à partir de 1994[2] ;
- Prix Thiers, dans la section Histoire générale et philosophique[3] de 1862 à 1994[2] ;
- Prix Toutain, triennal, créé en 1954, dernière attribution en 1987 ;
- Prix Yvan-Loiseau, créé en 1982, dernière attribution en 1989.

### Littérature
- Prix André-Barré, biennal, créé en 1954, dernière attribution en 1984 ;
- Prix Alice-Louis-Barthou, créé en 1936, dernière attribution en 1988 ;
- Prix Max-Barthou, créé en 1936, dernière attribution en 1988 ;
- Prix Bordin, créé en 1835, dernière attribution en 1988 ;
- Prix Botta, quadriennal, créé en 1875, dernière attribution en 1985 ;
- Prix Louis-Boudenoot, quinquennal, créé en 1924, dernière attribution en 1985 ;
- Prix André-Jullien-du-Breuil, quinquennal, créé en 1945, dernière attribution en 1986 ;
- Prix Brieux, biennal, créé en 1926, dernière attribution en 1989 ;
- Prix Broquette-Gonin (littérature), créé en 1918, dernière attribution en 1989 ;
- Prix Calmann-Lévy, triennal, créé en 1892, dernière attribution en 1987 ;
- Prix Pol-Comiant, triennal, créé en 1956, dernière attribution en 1989 ;
- Prix Dumas-Millier, créé en 1955, dernière attribution en 1988 ;
- Prix Georges-Dupau, créé en 1938, dernière attribution en 1989 ;
- Prix Durchon-Louvet, créé en 1934, dernière attribution en 1988 ;
- Prix d'éloquence, biennal, créé en 1654, dernière attribution en 1931 ;
- Prix Estrade-Delcros, quinquennal, créé en 1896, dernière attribution en 1986 ;
- Prix Jules-Favre, biennal, créé en 1886, dernière attribution en 1989 ;
- Prix Paul-Flat, créé en 1919, dernière attribution en 1989 ;
- Prix de la langue-française, créé en 1914, dernière attribution en 1984 ;
- Prix de la plus grande France, décerné seulement en 1939 ;
- Prix Marcelin-Guérin, créé en 1872, dernière attribution en 1976 ;
- Prix Paul-Hervieu, biennal, créé en 1917, dernière attribution en 1966 ;
- Prix Jules-et-Louis-Jeanbernat, quinquennal, créé en 1923, dernière attribution en 1968 ;
- Prix Kornmann, créé en 1932, dernière attribution en 1963 ;
- Prix Gustave-Le-Métais-Larivière, créé en 1947, dernière attribution en 1985 ;
- Prix littéraire 1986, décerné seulement en 1986 ;
- Prix de littérature-générale, décerné uniquement en 1992, 1993 et 1994 ;
- Prix Maillé-Latour-Landry, biennal, créé en 1839, dernière attribution en 1984 ;
- Prix M. et Mme Louis-Marin, triennal, créé en 1976, dernière attribution en 1988[4] ;
- Prix Maujean, quadriennal, créé en 1925, dernière attribution en 1989 ;
- Prix Marcelle-Millier, décerné seulement en 1987 et 1989 ;
- Prix Narcisse-Michaut, biennal, créé en 1892, dernière attribution en 1989 ;
- Prix Alfred-Née, créé en 1893, dernière attribution en 1988 ;
- Prix Alfred-Poizat, décerné seulement en 1959 ;
- Prix Pouchard, créé en 1941, dernière attribution en 1983 ;
- Prix pour un ouvrage écrit en langue française par un étranger, décerné seulement en 1958, 1959 et 1960 ;
- Prix Jean-Reynaud, quinquennal, créé en 1879, dernière attribution en 1979 ;
- Prix Roberge, créé en 1919, dernière attribution en 1989 ;
- Prix Saintour, créé en 1889, dernière attribution en 1989 ;
- Prix Anaïs-Ségalas, créé en 1917, dernière attribution en 1989 ;
- Prix Sobrier-Arnould, créé en 1891, dernière attribution en 1984 ;
- Prix Tardif, décerné seulement en 1956 ;
- Prix Lucien-Tisserant, créé en 1937, dernière attribution en 1989 ;
- Prix Maurice-Trubert, biennal, créé en 1921, dernière attribution en 1982 ;
- Prix Claire-Virenque, créé en 1961, dernière attribution en 1987 ;
- Prix Vitet, annuel, créé en 1873, dernière attribution en 1989 ;
- Prix Jean-Jacques-Weiss, biennal, créé en 1910, dernière attribution en 1988 ;
- Prix Valentine-de-Wolmar, créé en 1960, dernière attribution en 1989.

### Philosophie
- Prix Auguste-Furtado, créé en 1895, dernière attribution en 1988 ;
- Prix Broquette-Gonin (philosophie), créé en 1917, dernière attribution en 1963 ;
- Prix Constant-Dauguet, créé en 1936, dernière attribution en 1988 ;
- Prix Dodo, créé en 1893, dernière attribution en 1987 ;
- Prix Fabien, créé en 1897, dernière attribution en 1987 ;
- Prix Halphen, triennal, créé en 1856, dernière attribution en 1983 ;
- Prix Henri-Dumarest, créé en 1936, dernière attribution en 1987 ;
- Prix Hélène-Porgès, quadriennal, créé en 1922, dernière attribution en 1984 ;
- Prix Juteau-Duvigneaux, créé en 1896, dernière attribution en 1988 ;
- Prix Lafontaine, biennal, créé en 1920, dernière attribution en 1988 ;
- Prix Louis-Paul-Miller, créé en 1938, dernière attribution en 1988 ;
- Prix Nicolas-Missarel, créé en 1935, dernière attribution en 1988 ;
- Prix Paul-Teissonnière, créé en 1948, dernière attribution en 1988 ;
- Prix Véga-et-Lods-de-Wegmann, créé en 1952, dernière attribution en 1989 ;
- Prix de Jouy, biennal, créé en 1873, dernière attribution en 1987 ;
- Prix du Docteur-Binet-Sanglé, créé en 1952, dernière attribution en 1987.

### Poésie
- Prix Alfred-de-Pontécoulant, créé en 1945, dernière attribution en 1967 ;
- Prix Amélie-Mesureur-de-Wally, créé en 1932, dernière attribution en 1967 ;
- Prix Antony-Valabrègue, biennal, créé en 1924, dernière attribution en 1986 ;
- Prix Archon-Despérouses, créé en 1834, dernière attribution en 1982 ;
- Prix Artigue, créé en 1929, dernière attribution en 1967 ;
- Prix Aurel, biennal, créé en 1941, dernière attribution en 1947 ;
- Prix Auguste-Capdeville, créé en 1935, dernière attribution en 1982 ;
- Prix Balleroy, décennal, créé en 1957, dernière attribution en 1984 ;
- Prix Broquette-Gonin (poésie), créé en 1960, dernière attribution en 1979 ;
- Prix Capuran, triennal, créé en 1895, dernière attribution en 1987 ;
- Prix Caroline-Jouffroy-Renault, créé en 1934, dernière attribution en 1967 ;
- Prix de poésie, biennal, créé en 1861, dernière attribution en 1961 ;
- Prix des fondations-groupées, attribué seulement en 1987 ;
- Prix du Budget, biennal, créé en 1860, dernière attribution en 1967 ;
- Prix Émile-Hinzelin, créé en 1945, dernière attribution en 1987 ;
- Prix Henry-Jousselin, créé en 1938, dernière attribution en 1987 ;
- Prix Jean-Bouscatel, triennal, créé en 1940, dernière attribution en 1987 ;
- Prix Jean-Marc-Bernard, créé en 1945, dernière attribution en 1967 ;
- Prix Jules-Davaine, créé en 1910, dernière attribution en 1967 ;
- Prix Juliette-de-Wils, créé en 1938, dernière attribution en 1967 ;
- Prix Kastner-Boursault, triennal, créé en 1893, dernière attribution en 1981 ;
- Prix Le-Fèvre-Deumier, quinquennal, créé en 1886, dernière attribution en 1983 ;
- Prix Marie-Havez-Planque, créé en 1952, dernière attribution en 1987 ;
- Prix Pascal-Forthuny, créé en 1959, dernière attribution en 2006 ;
- Prix Paul-Labbé-Vauquelin, biennal, créé en 1929, dernière attribution en 1987 ;
- Prix René-Bardet, biennal, créé en 1925, dernière attribution en 1987 ;
- Prix Saint-Cricq-Theis, triennal, créé en 1911, dernière attribution en 1987 ;
- Prix Sully-Prudhomme, créé dans les années 1920, puis décerné de nouveau à partir de 1952, dernière attribution en 1958.

### Soutien à la création littéraire
- Prix Aubry-Vitet, créé en 1937, dernière attribution en 1971 ;
- Prix Bonardi, créé en 1971, dernière attribution en 1983 ;
- Prix Ferrières, créé en 1935, dernière attribution en 1965 ;
- Prix Lange, créé en 1888, dernière attribution en 1985 ;
- Prix Mme Marie-Joséphine-Juglar, décerné uniquement en 1879 ;
- Prix Monbinne, créé en 1877, dernière attribution en 1963 ;
- Prix Pierre-de-Régnier, créé en 1964, dernière attribution en 1989 ;
- Prix Pierre-Villey, quinquennal, créé en 1935, dernière attribution en 1964.
- Prix Valentine-Abraham-Verlain, créé en 1927, dernière attribution en 1943 ;
- Prix Verrière, créé en 1935, dernière attribution en 1949 ;
- Prix Xavier-Marmier, créé en 1897, dernière attribution en 1968 ;

### Traduction
- Prix Jeanne-Scialtel, triennal, créé en 1968, dernière attribution en 1987 ;
- Prix Langlois, créé en 1868, dernière attribution en 1987 ;
- Prix de traduction, créé en 1914, dernière attribution en 1994 ;

### Institut de France
- Prix d'Aumale